# Фернандо Сантош
Фернандо Мануел Фернандеш да Коща Сантош (на португалски: Fernando Manuel Costa Santos, на португалски се произнася по-близко до Фернанду Мануел Фернандеш да Коща Сантуш) е португалски футболист и треньор.

## Кариера

### Кариера на играч
Сантош започва кариерата си като футболист през 1973 г. Отначало играе за Бенфика, а после – за Маритимо и Ещорил Прая

### Треньор
Започва треньорската си кариера в Ещорил Прая, ръководейки го четири години и издигайки го до първия футболен ешелон в Португалия.
През 1994 поема Ещрела Амадора и през 1998 отива в Порто, печелейки Португалската купа през първия си сезон. Печели също и титлата. Следващия сезон титлата се изплъзва на Порто, но отбора печели Купата и Суперкупата. През 2001 подписва с АЕК, където загубва титлата от Олимпиакос заради по-лоша голова разлика. Другата му стъпка е Панатинайкос. После се завръща в страната си, за да поеме Спортинг Лисабон. Отново се връша в АЕК и с отбор от младежи успява да достигне до полуфиналите за Купата.
През май 2006 става ясно, че Сантос ще ръководи Бенфика през сезон 2006/07. Тогава Бенфика завършва на трето място, само на точка от втория и на две от първия, като в началото на следващия сезон е уволнен.
През септември 2007 Сантош подписва 3-годишен договор с ПАОК. През 2010 не подновява договора си, за да води националния отбор на Гърция, с който достига до четвъртфиналите на Евро 2012 и до осминафиналите на Световното първенство през 2014. Непосредствено след старта на квалификациите за Евро 2016 получава предложение да води националният отбор на Португалия, след като Пауло Бенто подава оставка след загуба от Албания в първия мач. Под ръководството на Сантош, Португалия печели всички останали мачове и завършва на първо място в квалификационната си група.
От 24 януари 2023 г. е треньор на националния отбор на Полша.